# 建德郡
建德郡，中国十六国南北朝时设置的郡。
后燕长乐元年（399年）北平郡的徐无县、土垠县、无终县归属北魏，后燕在白狼县、广都县、建德县置建德郡，治所在白狼城（今辽宁省喀喇沁左翼蒙古族自治县西南黄道营子）。属于幽州，再隶并州。北燕沿置，属并青二州。辖境相当今辽宁大凌河上游建昌县一带。北魏大兴二年（432年）沿建德郡名，改隶营州。下辖石城县、广都县、阳武县。东魏、北齐、北周沿置，隋朝开皇三年（583年）隋文帝废建德郡，属县柳城县直属营州。